# HD 128198
HD 128198，又名BD+37 2551，SAO 64227、HR 5448，是一颗恒星，视星等为6.03，位于銀經62.91，銀緯66.22，其B1900.0坐标为赤經14h 30m 33.2s，赤緯+37° 66.22′ 55″。